# Panthère de Bangangté
Panthère de Bangangté is een Kameroense voetbalclub uit Bangangté die in de Première Division uitkomt.

## Erelijst
- Beker van Kameroen

1988
Aigle Royal Menoua ·
APEJES Academy ·
Bamboutos FC ·
Canon Yaoundé ·
Cotonsport Garoua · 
CS Dja et Lobo · 
Dragon Yaoundé · 
Eding Sport · 
Feutcheu FC ·
Les Astres FC ·
Lion Blessé ·
New Star Douala ·
Racing FC Bafoussam ·
Stade Renard de Melong · 
Union Douala ·
Unisport Bafang ·
UMS de Loum ·
Young Sport Academy Bamenda